# Montereale Valcellina
Montereale Valcellina (in friulano Montreâl) è un comune italiano di 4 165 abitanti del Friuli-Venezia Giulia.

## Geografia fisica
Il comune è situato alla fine della pianura padana pordenonese tra il torrente Cellina, il monte Fara e il monte Spia.
Il territorio comunale risulta compreso tra i 170 e i 1 641 metri sul livello del mare: l'escursione altimetrica massima è pari a 1 471 metri.

## Storia
Montereale Valcellina è oggi un piccolo paese, ma le sue origini sono molto antiche. I reperti dell'età del bronzo e della prima età del ferro ritrovati nell'area della necropoli paleoveneta del Dominu confermano l'antichità dell'insediamento umano fino dal quattordicesimo secolo avanti Cristo. Inoltre i numerosi e notevoli reperti d'età imperiale e tardo-romana attestano una certa rilevanza dell'intera area.
A Montereale Valcellina la storia si lega alla leggenda: Plinio, nella sua opera intitolata Naturalis historia, parla di alcune città della Regio X Venetia et Histria e tra queste cita l'introvabile città di Caelina.

### Simboli
Lo stemma e il gonfalone sono stati concessi con decreto del presidente della Repubblica dell'11 aprile 1955.
Lo stemma raffigura, in campo di cielo, tre monti sullo sfondo, con un torrente che scorre sotto un ponte ad una arcata.
Il gonfalone è un drappo di azzurro.

## Monumenti e luoghi d'interesse

### Architetture religiose
- Chiesa neoclassica di Santa Maria Assunta, risalente al XVIII secolo.
- Chiesa di San Rocco in Cimitero (racchiude un importante ciclo di affreschi cinquecenteschi, una pala del pordenonese Giovanni Maria Zaffoni ed un altare ligneo barocco).
- Oratorio di San Floriano.
- Chiesa della Fradese sorta su iniziativa della trecentesca Confraternita dei Battuti XIV secolo della frazione di Grizzo.
- Chiesa parrocchiale di San Bartolomeo XVIII secolo della frazione di Grizzo.
- Chiesa parrocchiale di San Giovanni Battista nella frazione di Malnisio.
- Oratorio dello Spirito Santo della frazione di San Leonardo.

### Altre architetture e musei
- Ruderi del castello "Castrum Montis Regalis".[10]
- Area archeologica dell'acquedotto di Montereale Valcellina.[11]
- Centro culturale comunale di "Palazzo Toffoli", sede del Museo archeologico di Montereale Valcellina[12]. Al suo interno sono raccolti i reperti archeologici che raccontano la storia dell'area pedemontana di Montereale Valcellina (particolare importanza rivestono le scoperte l'area della necropoli altomedievale nei pressi della pieve di Santa Maria[13]).
- Museo della Centrale idroelettrica "A. Pitter" di Malnisio (la prima centrale idroelettrica che permise di illuminare i lampioni di piazza San Marco di Venezia). Tra il 2007 e il 2015 fu sede distaccata del Science Centre Immaginario Scientifico di Trieste.[14]
- Osservatorio astronomico di Grizzo.[15]
- Gruppo ricerche Chei del Talpa.[16]

## Società

### Evoluzione demografica
Abitanti censiti

### Lingue e dialetti
A Montereale Valcellina, accanto alla lingua italiana, la popolazione utilizza la lingua friulana. Ai sensi della deliberazione n. 2680 del 3 agosto 2001 della Giunta della Regione autonoma Friuli-Venezia Giulia, il Comune è inserito nell'ambito territoriale di tutela della lingua friulana ai fini della applicazione della legge 482/99, della legge regionale 15/96 e della legge regionale 29/2007.
La lingua friulana che si parla a Montereale Valcellina rientra fra le varianti appartenenti al friulano occidentale.

## Cultura
Montereale Valcellina è sede del Circolo culturale Menocchio, nato per approfondire la figura di Domenico Scandella soprannominato "Menocchio".

## Infrastrutture e trasporti

### Ferrovie
Montereale Valcellina è dotata di una stazione sulla ferrovia Sacile-Maniago-Gemona.

### Autolinee
Le autolinee 14 e 32 di Atap spa collegano direttamente Montereale Valcellina con Pordenone con due coppie di corse al giorno. Le corse della linea 13 terminano il percorso, passando per Aviano, a Maniago.